# Not a Second Time
Pistes de With the Beatles
Devil in Her Heart
(12) Money (That's What I Want)
(14)
Not a Second Time est une chanson créditée Lennon/McCartney et se retrouve sur l'album With the Beatles, sorti en 1963. Composée par John Lennon qui tentait d'imiter le style de Smokey Robinson, elle relate l'histoire d'un homme à qui sa petite amie a fait du mal, et qui lui fait comprendre qu'il ne lui laissera pas faire cela une nouvelle fois. La chanson est rapidement enregistrée au cours d'une séance très prolifique du 11 septembre 1963.
S'il ne s'agit pas d'une chanson célèbre de l’œuvre du groupe, elle est notable pour avoir été la première à faire l'objet d'une critique musicale sérieuse. En effet, William Mann du journal The Times, a écrit que la cadence éolienne à la fin du refrain lui faisait penser au « Le Chant de la Terre » de Gustav Malher . Les analyses du musicologue ont principalement suscité le rire et le dédain de l'auteur de la chanson. Elle a fait l'objet de quelques reprises, notamment par les Pretenders.

## Historique

### Composition

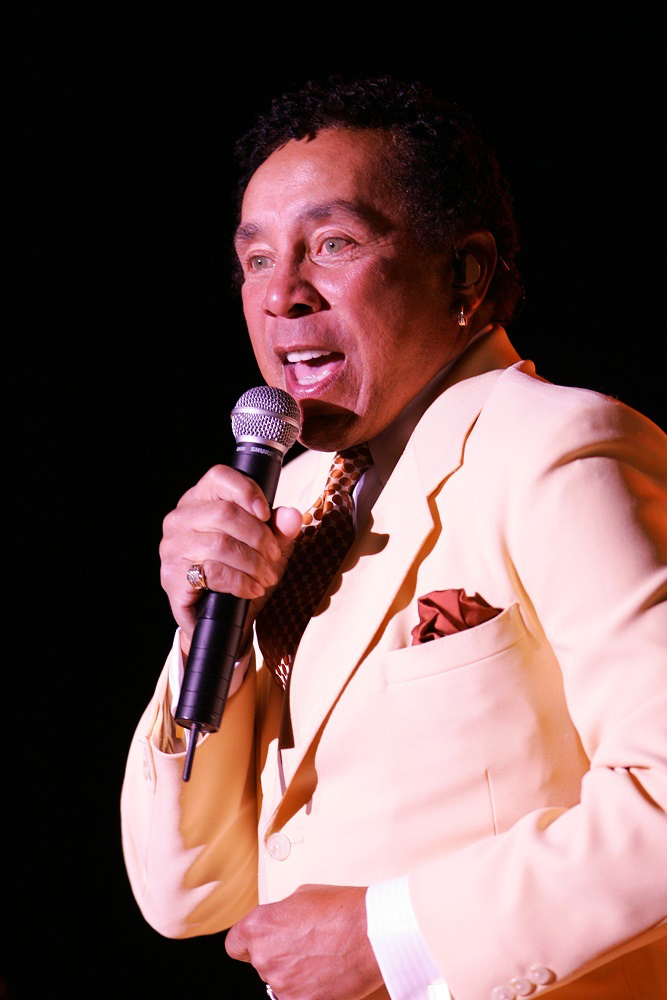
Not a Second Time s'inspire du style de Smokey Robinson.

La composition de Not a Second Time a des origines assez floues. Pour Paul McCartney, la chanson a été inspirée par le style de Smokey Robinson et des Miracles, tandis que John Lennon a sobrement déclaré : « c'est moi qui essayais quelque chose... mais je ne me souviens plus de quoi ». Musicalement, la forme de la chanson fait appel à une organisation des couplets et refrains alors peu commune dans l’œuvre du groupe, et l'apparition au milieu de la chanson d'une reprise du refrain au piano. 
Les paroles de la chanson sont pour leur part dans le plus pur style de John Lennon qui utilise ses propres douleurs et sensations. Il traite ici du sentiment de rejet et de souffrance qui est un thème courant dans son œuvre, en se plaçant dans le regard d'un homme à qui sa petite amie a fait du mal, et qui exprime sa peur de souffrir à nouveau par sa faute.

### Enregistrement
Les Beatles enregistrent cette chanson au cours d'une journée de studio assez chargée, le 11 septembre 1963. Après avoir successivement travaillé I Wanna Be Your Man, All I've Got to Do et Little Child, ils s'attaquent après une pause repas à Not a Second Time. Cinq prises sont nécessaires pour enregistrer la piste rythmique de la chanson, puis le groupe se consacre à quatre prises d'overdubs, pour doubler le chant de Lennon et ajouter une partie de piano jouée par le producteur George Martin. La fin de la soirée est centrée sur le travail de la première chanson de George Harrison, Don't Bother Me.
Le mixage monophonique est produit le 30 septembre, et le stéréophonique le 29 octobre, au cours de longues séances de travail réunissant George Martin et les ingénieurs du son Norman Smith et Geoff Emerick.

### Parution, réception et reprises
Not a Second Time paraît au Royaume-Uni le 22 novembre 1963 sur le deuxième album des Beatles, With the Beatles, qui se classe en tête des charts pour plus de vingt semaines. Elle est également présente aux États-Unis le 20 janvier suivant sur Meet The Beatles!, premier album du groupe publié dans ce pays par Capitol Records.
La chanson, anecdotique dans l’œuvre des Beatles, est néanmoins devenue notable pour avoir fait l'objet d'une critique dans le prestigieux Times ; une première pour un groupe de rock. L'article écrit par William Mann est devenu célèbre pour son analyse musicologique des chansons du groupe. La critique utilise en effet un certain nombre de termes techniques complexes : « On a l'impression qu'ils envisagent simultanément l'harmonie et la mélodie, tant les toniques en septième et neuvième majeures et les passages en sus-dominante bémol se fondent dans leurs compositions, et tant semble naturelle la cadence éolienne à la fin de Not a Second Time. » Face à cela, Lennon répond ironiquement qu'il était persuadé que les cadences éoliennes étaient des oiseaux exotiques.
Il explique plus tard : « Je ne peux m'empêcher de glousser un brin quand un critique au visage sévère se met à introduire toutes sortes de sens cachés dans les trucs qu'on écrit. William Mann a écrit le grand article intello sur les Beatles. Il emploie toute une terminologie musicale et c'est un con. Au bout du compte, je ne sais toujours pas ce que ça veut dire, mais il a fait de nous des gens acceptables pour les intellectuels. Ca a marché et on a été flattés. J'ai écrit Not a Second Time et en vérité, ce n'étaient que des accords pareils à n'importe quels autres accords. Pour moi, à ce moment-là, j'étais en train de faire du Smokey Robinson. Le problème des intellectuels c'est qu'ils doivent comprendre. Ils sont incapables de ressentir quoi que ce soit. La seule solution pour mettre un intellectuel dans sa poche, c'est de lui parler et ensuite, de lui faire écouter le disque. On ne peut pas mettre le disque et tout simplement le laisser l'écouter ».
En dépit de son caractère anecdotique, la chanson a fait l'objet de quelques reprises, notamment par Robert Palmer, les Pretenders et les Smithereens.

## Fiche technique

### Interprètes
- John Lennon : chant, guitare acoustique
- Paul McCartney : basse
- George Harrison : guitare acoustique
- Ringo Starr : batterie
- George Martin : piano

### Équipe de production
- George Martin : producteur
- Norman Smith : ingénieur du son
- Geoff Emerick : ingénieur du son
- Richard Langham : ingénieur du son